# Biezdziadka
Biezdziadka – staropolskie imię żeńskie, być może opisowe, a nie życzące, złożone z członów Biez- ("bez") i -dziadka ("dziadek"). Oznaczało "tę, która nie ma dziada" albo "tę, której męscy przodkowie nie są znani".
Męskie odpowiedniki: Biezdziad, Przezdziad